# 卵形飄拂草
卵形飄拂草（学名：Fimbristylis ovata）为莎草科飄拂草屬下的一个种。

## 扩展阅读
- 維基物種上的相關：卵形飄拂草